# Dansk Sprognævn
Dansk Sprognævn (DSN) er en statslig forskningsinstitution under Kulturministeriet, der fastsætter den danske retskrivning. Sprognævnet udgiver den officielle danske retskrivningsordbog samt Nyt fra Sprognævnet, der behandler emner og temaer omkring arbejdet. Desuden indsamler DSN nye danske ord og har en oplysningstjeneste, der gratis besvarer spørgsmål fra offentligheden om dansk sprog og sprogbrug. DSN blev oprettet i 1955.
Dansk Sprognævns tre hovedopgaver består af at følge sprogets udvikling, at svare på spørgsmål om dansk sprog og sprogbrug, samt at fastlægge den danske retskrivning herunder udgive Retskrivningsordbogen. De er fastsat ved lov.
Dansk Sprognævn er medarrangør af den årlige sprogfestival Sprogense der har fundet sted siden september 2021 med støtte fra Nordfyns Kommune.
Dansk Sprognævns direktør er Thomas Hestbæk Andersen.

## Historie
Forskellige praksisser for dansk retskrivning har fundet sted siden man begyndte at nedskrive sproget. I løbet af de sidste ca. 400 år blev det til systematiske formuleringer udført af folk med viden om sprog, med og uden officiel status. Det første eksemplar på normer fra myndigheder skete i form af latinskoleforordningen af 1739. Den første officielle retskrivningsordbog var Svend Grundtvigs Dansk Haandordbog fra 1872. Forskellige cirkulærer og bekendtgørelse blev udsendt direkte af undervisningsministeriet, i form af fx retskrivningsreformen i 1948.
Dansk Sprognævn blev oprettet 17. marts 1955. Deres ændringer i retskrivningen foretages løbende og minder derfor mindre om de tidligere reformer.
I 2006 gennemgik nævnet en større organisationsforandring. Som en del af den proces blev direktørstillingen skabt med Sabine Kirchmeier som sprognævnets første direktør.
Indtil 2010 havde nævnet fysisk til huse på Københavns Universitet. I maj 2010 flyttede det til Kulturstyrelsens lokaler på H. C. Andersens Boulevard 2. Fire år efter flyttede nævnet i 2014 ind i lokaler i Radiohuset på Worsaaesvej 19. Fra 1. april 2019 har Dansk Sprognævn haft hjemme i Bogense som et led i udflytningen af statslige arbejdspladser. I 2019 blev Thomas Hestbæk Andersen ny direktør for sprognævnet.

## Lovgrundlag
Sprognævnets arbejdsopgaver mv. er fastlagt i
- retskrivningsloven (lov nr. 332 af 14.5.1997 om dansk retskrivning)
- sprognævnsloven (bekendtgørelse nr. 217 af 13.2.2015 af lov om Dansk Sprognævn)
- sprognævnsbekendtgørelsen (bekendtgørelse nr. 178 af 9.3.2009 om Dansk Sprognævns virksomhed og sammensætning).

## Formål
Dansk Sprognævn har tre hovedopgaver:
- at følge sprogets udvikling, fx ved at registrere nye ord
- at svare på spørgsmål om dansk sprog og sprogbrug
- at fastlægge den danske retskrivning og redigere og udgive den officielle danske retskrivningsordbog, jf. retskrivningsloven

### Sprogets udvikling
Sprognævnets medarbejdere følger med i sprogudviklingen ved at læse aviser, blade og bøger og ved at høre radio og se tv. Det suppleres med søgninger i tekstbaser, især nævnets eget korpus Korp som rummer over 2,5 mia. ords løbende tekst. Medarbejderne noterer nye ord, og citater med ordene indføres i ordsamlingen, der er den største systematiske samling af danske ord (fra 1955). Der er flere eksempler på hvert ord, så i alt rummer ordsamlingen mere end 1,1 mio. eksempler på ca. 380.000 forskellige ord.
Orddatabasen er en slags levende ordbog der viser vigtige sider af det danske sprogs udvikling siden midten af 1950'erne. Ordbasen giver et billede af hvilke ord der faktisk bliver brugt i dansk, uden at der ved indsamlingen bliver taget stilling til om de enkelte ord er gode eller dårlige, korrekte eller ukorrekte. Der er altså ikke tale om at nye ord bliver godkendt ved at Sprognævnet tager dem med i ordbasen.
Sprognævnets orddatabase er grundstammen i nævnets arbejde. Internt bliver den først og fremmest brugt af nævnets medarbejdere i deres arbejde med oplysning, rådgivning og forskning. Men den bliver også brugt eksternt af fx ordbogsredaktører, studerende og forskere der har brug for at vide noget om det sidste nye inden for det danske sprogs ordforråd.

### Rådgivning
Sprognævnet driver Spørgetelefonen hvor de svarer på
- hvordan et ord staves
- hvad et ord betyder
- hvordan et ord udtales
- hvilket udtryk der regnes for korrekt
- hvad et ord kommer af
- hvordan en sætning skal forstås.

Sprognævnet får ca. 14.500 spørgsmål om året. Det er især private virksomheder og offentlige kontorer og institutioner der ringer til Sprognævnet. Men der er også en del private der spørger Sprognævnet til råds. Alle kan få svar hos Sprognævnet, og det er gratis.

### Retskrivning
Det er Sprognævnet der fastsætter den danske retskrivning og redigerer og udgiver den officielle danske retskrivningsordbog. Den nyeste udgave er Retskrivningsordbogen, 4. udgave, 2012 (3. udgave 2001, 2. udgave 1996, 1. udgave 1986). Dertil udvides online-udgaven af Retskrivningsordbogen på dsn.dk årligt med nye ord.
Retskrivningsordbogen skal følges af alle offentlige institutioner og skoler, med mindre andet er bestemt ved lov. Men næsten alle – også firmaer og privatpersoner – bruger den som facitliste. § 2 i retskrivningsloven beskriver i detaljer hvem der er forpligtet til at følge den officielle retskrivning.
Retskrivningsordbogen viser hvordan ca. 64.000 ord staves og bøjes (men normalt ikke hvad de betyder). Foruden selve den alfabetiske ordbog indeholder Retskrivningsordbogen de officielle danske retskrivningsregler, dvs. reglerne for brug af store og små bogstaver, orddeling, tegnsætning osv.
Nøgleordene i de retningslinjer, som Dansk Sprognævn skal følge ved fastlæggelsen af den danske retskrivning, er traditionsprincippet og sprogbrugsprincippet. Det er de hovedprincipper som Sprognævnet skal tage hensyn til i sit arbejde med sprognormeringen, herunder fastlæggelsen af retskrivningen. I sprognævnsbekendtgørelsen er principperne beskrevet således:
- "Efter traditionsprincippet skrives ord og ordformer i dansk i overensstemmelse med den praksis, der har været gældende siden bekendtgørelse nr. 24 af 27. februar 1892, og som siden 1955 er kommet til udtryk i de retskrivningsordbøger, som Dansk Sprognævn har udgivet. Efter traditionsprincippet ligger stavemåderne af det eksisterende ordforråd principielt fast, bortset fra justeringer som følge af sprogbrugsprincippet. Et element i traditionsprincippet er princippet om, at fremmedord, der er blevet almindelige i dansk, skrives i overensstemmelse med de regler, der gælder for oprindelige danske ord og ældre låne- og fremmedord i dansk. Dette princip gælder først og fremmest ord fra græsk, latin og fransk og ord dannet af græske, latinske og franske bestanddele. Ord fra andre sprog, specielt nyere ord, skrives som hovedregel i overensstemmelse med skrivemåden i det pågældende sprog eller med international praksis."

- "Efter sprogbrugsprincippet skrives ord og ordformer i dansk i overensstemmelse med den praksis, som følges i gode og sikre sprogbrugeres skriftlige sprogbrug." (Sprognævnsbekendtgørelsen fra 1997, § 1, stk. 3 og 4).

Sprognævnsloven formulerer direktiver for hvilke retskrivningsændringer Dansk Sprognævn kan tillade sig at foretage på egen hånd, og hvilke ændringer der kræver godkendelse i Kulturministeriet og Undervisningsministeriet. De første kaldes "ændringer og ajourføringer af ikkeprincipiel karakter", mens de andre kaldes "ændringer af principiel karakter" (§ 2, stk. 2 og 3).

## Organisation
Dansk Sprognævn består af et forsknings- og informationsinstitut, et repræsentantskab og en bestyrelse. De ansatte på instituttet tager sig af det daglige forsknings- og oplysningsarbejde. Derudover er instituttet sekretariat for repræsentantskabet og bestyrelsen.
Repræsentantskabet består af 43 repræsentanter for forskellige institutioner og sammenslutninger som arbejder med det danske sprog, fx Stats-, Justits- og Undervisningsministeriet, universiteterne samt foreninger for radio og tv samt lærere, journalister, forfattere og skuespillere foreninger. Derudover kan repræsentantskabet vælge op til 3 personlige medlemmer, som er med på grund af deres specialviden på bestemte områder. Medlemmerne udpeges for 4 år ad gangen og mødes mindst to gange om året.
Bestyrelsen består af 7 personer og har ansvar for nævnets økonomi og udviklingsstrategi. 1 medlem af bestyrelsen udpeges af kulturministeren, 5 medlemmer udpeges af repræsentantskabet og 1 medlem udpeges af medarbejderne i Sprognævnets forsknings- og informationsinstitut. Bestyrelsen udpeges for 4-årige perioder.
Til arbejdet med dansk tegnsprog har sprognævnet en afdeling for dansk tegnsprog samt Dansk Tegnsprogsråd.

### Organisationssamarbejde
It-Terminologi-Udvalget var et udvalg mellem Dansk Sprognævn og DANTERMcentret der blev oprettet som en it-terminologi-gruppe i 2001. Udvalget havde i perioden 2002-2005 fået 1,3 mio. kroner til at udvikle en termbase med en offentligt tilgængelig netgrænseflade. Udviklingen af denne termbase stoppede i 2006 grundet manglende midler. Termbasen fandtes på it-dansk.dk og dsn.dk/it-dansk, men er ikke længere tilgængelig.
Sprogteknologiudvalget var et udvalg nedsat af Kulturministeriet i 2018 der producerede en rapport om dansk sprogteknologi i 2019. Udover medlemmer fra Dansk Sprognævn deltog personer fra private firmaer og forskere indenfor sprogteknologi.

## Formænd
- Peter Skautrup (1955-1961)
- Paul Diderichsen (1961-1964)
- Jørgen Harder Rasmussen (administrative anliggender) og Chr. Westergård-Nielsen (sproglige anliggender) (1964-1966)
- Poul Lindegård Hjorth (1966-1973)
- Allan Karker (1973-1984)
- Erik Hansen (1985-2002)
- Niels Davidsen-Nielsen (2002-2009)
- Dorthe Duncker (2009-2013)
- Jørn Lund (2013-2017)
- Anne Holmen (2017-2021)
- Henrik Jørgensen (siden 2021)[3]

## Udgivelser
Udover Retskrivningsordbogen udgiver sprognævnet tidsskriftet Nyt fra Sprognævnet og andre publikationer om sproglige spørgsmål.

### Dansk Sprognævns skrifter
Dansk Sprognævns skrifter har ISSN 0415-0155.
1. Pausekommaet
2. Nordiske talord i dansk Historie og vejledning
3. Danske stednavne med udtaleangivelse
4. Stavning af russiske navne Fællesnordiske transskriptionsregler – Navneliste
5. Turistord i Norden – dansk - finsk - færøsk - islandsk - norsk - svensk turistordliste
6. Sprogrøgt i Danmark i 1930rne og 1940rne
7. Dansk sprogrøgtslitteratur 1900-1955
8. Engelske lån i dansk
9. At færdes i sproget
10. Ord til andet
11. Nye ord i dansk 1955-75
12. Om den nye retskrivningsordbog
13. Forkortelser i hverdagen
14. Sproget her og nu
15. Baglænsordbog
16. Sprognævnet på skærmen 1988/89
17. Sprognævnet på skærmen 1989/90
18. Danske dobbeltformer Valgfri former i retskrivningen
19. Sprognævnet på skærmen 1990/92
20. Komma – hvornår og hvorfor? En debatbog om kommatering
21. Statsnavne og nationalitetsord
22. Sprognævnet på skærmen 1992/93
23. Fra tid til anden Dansk Sprognævn i 40 år
24. Henrik Galberg Jacobsen (1996), Grammatisk talt, Dansk Sprognævns skrifter, København: Dansklærerforeningen, ISBN 87-7704-406-1, OL 738520M, Wikidata  Q58481274
25. Sæt nyt komma Regler, grammatik, genveje og øvelser
26. Sætning, komma – kommasætning
27. Det er korrekt Dansk retskrivning 1948-98
28. Engelsk eller ikke engelsk? That is the question
29. Vejledning i retskrivning af vejnavne
30. Rigtigt kort Anbefalede forkortelser
31. Ord til Arne Hamburger på ottiårsdagen 11. juli 2001
32. Det danske sprogs status i 1990'erne med særligt henblik på domænetab
33. Engelsk i dansk – sprogholdninger i Danmark
34. Kommaregler
35. På sproglig grund Dansk Sprognævn fra a til å 1955-2005
36. Vi skriver dig til Festskrift til Vibeke Sandersen i anledning af 70-års-dagen
37. Ordet fanger Festskrift til Pia Jarvad i anledning af 60-års-dagen
38. Klart sprog er godt sprog Rapport fra en nordisk konference om klarsprog
39. Ved lejlighed Festskrift til Niels Davidsen-Nielsen i anledning af 70-års-dagen
40. Dansk sprognævn - godt og vel 50 år efter
41. Bag ordene Festskrift til Ole Ravnholt i anledning af 60-års-dagen
42. Ret og skrift Officiel dansk retskrivning 1739-2005
43. Generationssprog
44. Spørg om sprog 40 år i Sprognævnets tjeneste
45. Korrekt stavning Underviserens håndbog i dansk retskrivning
46. Rette ord Festskrift til Sabine Kirchmeier-Andersen i anledning af 60-årsdagen
47. Korrekt stavning Den lille hjælper
48. Den der skriver d i gjort Staveproblemer i folkeskolens ældste klasser
49. Nye danske ord med historie